# Eupogonius marmoratus
Eupogonius marmoratus es una especie de escarabajo longicornio del género Eupogonius, tribu Desmiphorini, subfamilia Lamiinae. Fue descrita científicamente por Fisher en 1925.

## Descripción
Mide 5 milímetros de longitud.

## Distribución
Se distribuye por México.